# Безводное (Староустинский сельсовет)
Безводное — деревня в составе Староустинского сельсовета в Воскресенском районе Нижегородской области.

## География
Находится в левобережье Ветлуги на расстоянии примерно 10 километров по прямой на север от районного центра поселка  Воскресенское.

## История
Основана предположительно после 1675 года, название связано с изъянами местного водоснабжения из колодцев. Входила в Макарьевский уезд Нижегородской губернии. В 1859 году учтена была как казенная деревня с 23 дворами со 140 жителями. В 1911 году учтено было 16 дворов, в 1925 576 жителей. В советское время работал колхоз им.Калинина.

## Население
Постоянное население составляло 44 человека (русские 98%) в 2002 году, 27 в 2010 году .